# Anomala luculenta
Anomala luculenta är en skalbaggsart som beskrevs av Wilhelm Ferdinand Erichson 1847. Anomala luculenta ingår i släktet Anomala och familjen Rutelidae. Utöver nominatformen finns också underarten A. l. smaragdina.